# علی‌آباد چاه‌شند
علی آباد چاه شند روستایی در دهستان بندان بخش مرکزی شهرستان نهبندان استان خراسان جنوبی ایران است.طایفه هایی به نام چشک وبیشادست و بارانی  در این روستا زندگی میکنند.شغل بیشتر مردم دامداری و کشاورزی میباشد واکثر جوانان بیکار هستند  بر پایه سرشماری عمومی نفوس و مسکن در سال ۱۳۹۰ جمعیت این روستا ۷۱۷ نفر (در ۱۴۸ خانوار) بوده است.